# Pizza caprichosa
La pizza caprichosa, originalmente en italiano capricciosa (/ˈpittsa kapritˈtʃoːza/) es un estilo de pizza de la gastronomía italiana preparada con queso mozarela, jamón italiano asado al horno, alcachofas, tomate y alguna seta comestible que suele ser champiñón, llamado localmente cremini. Algunas versiones también pueden usar jamón curado (seco o en salazón), llamado prosciutto, corazones de alcachofa marinados, aceite de oliva, aceitunas, albahaca y huevo. También hay versiones que se preparan con masa fina, para obtener una corteza delgada. Aunque tiene ingredientes similares a la pizza quattro stagioni, se consideran dos pizzas diferentes.

## Lectura complementaria
- Pedrotti, Walter (2000). Pizze, focacce, torte salate (en italiano). Giunti Editore. pp. 19-20. ISBN 8844016311.

- Datos: Q18388803
- Multimedia: Pizza capricciosa / Q18388803